# Psammotreta cumana
Psammotreta cumana is een tweekleppigensoort uit de familie van de Tellinidae. De wetenschappelijke naam van de soort werd in 1829 voor het eerst geldig gepubliceerd door Oronzio Gabriele Costa.